# Zanos svete Tereze
Ekstaza Svete Tereze je remek-djelo baroknog kiparstva i jedno od najboljih djela kipara Gianlorenza Berninija.

## Odlike
Ekstaza sv. Tereze čini središnji dio oko kojega je organizirana kapela Cornaro u crkvi Svete Marije Pobjedonosne (Santa Maria della Vittoria) u Rimu. Kapela Cornaro je bila grobna kapela kardinala Federica Cornara koji je iz Venecije stigao u Rim 1644. godine. On je dao da se skulpture njegove obitelji postave na zidovima iluzinosističkog prostora kapele osvjetljenog sa skrivenog prozora na vrhu(poput gledatelja u ložama okrenuti kazališnoj sceni) s jonskim stupovima i bačvastim svodom, iznad izvučenog arhitrava, na kojemu su oslikana otvorena nebesa s anđelima i Duhom svetim u obliku golubice.
Središnji dio ove veličanstvene kapele je upravo figuralna skupina koja predstavlja vizionarski svijet mistične svetice. Figure u prirodnoj veličini su smještene u baroknoj niši uovirenoj parnim korinstkim stupovima koji nose prelomljenu trokutastu lunetu iznad zakrivljenog arhitrava. 
Bernini je prikazao trenutak pojačanih emocija – ispoljavanje ekstaze kroz simboliku likova. Anđeo se upravo priprema probosti svetičino srce strijelom dok se lagano spušta u ritmu draperije na njezinoj odjeći. Njegova draperija lagano vihori kao da je upravo sletio, a sv. Tereza je uzdignuta iznad tla na formaciji oblaka. Ona se u transu, zatvorenih očiju i blago otvorenih usta, lagano savija unatrag u dijagonalu. Njena očita napetost je u kontrastu s njezinim opuštenim tijelom, a očituje se nervoznom i dramatičnom draperijom njezine odjeće koja se stapa s oblacima. Iza anđela i sv. Tereze su pozlaćene šipke koje predstavljaju zrake božanskog svjetla s Nebesa.
Ako se približimo prizoru primjećujemo veoma dinamičnu kompoziciju dijagonala, različito usmjerenih u prostor, koje volumen toliko otvaraju, raščlanjuju da je ravnoteža samo labilno lebdenje. Obris kao kontinuirana opisna linija ne postoji. Kompozicijski dinamično otvaranje kulminira na površini, koja je razvedena i izlomljena u plohe što se međusobno isprepleću, sudaraju, izbacujući se u prostor i uvlačeći prostor u sebe, jer iskidane sjene sugeriraju da je prodor prostora još dulji no što jeste. Materijal – mramor, je potpuno negiran, pretvoren u materijalnost tkanine ili mekoću puti, odnosno slikarske kvalitete.
Na ovom prikazu Bernini je spojio barokni ukus za prikazivanje unutarnjih emocija i protureformatorski misticizam. Samo je umjetnik poput Berninija u istom prikazu uspio iskombinirati snažan vjerski sadržaj s erotskim naznakama tako da zadovolji strogi ukus Crkve. Također, Berninijeva vještina je i u tome da od promatrača učini sudionika događaja, što je još pojačano dramskim smještajem i okružjem same kapele. Promatrači su potaknuti da svjedoče mističnom doživljaju sv. Tereze poput posjetitelja dramske predstave.